# Ōkāritoiti / Lake Windermere
Der Ōkāritoiti / Lake Windermere ist ein See im Westland District der Region West Coast auf der Südinsel von Neuseeland.

## Geographie
Der Ōkāritoiti / Lake Windermere befindet sich nördlich angrenzend an die Ōkārito Lagoon und rund 230 m von der Küster zur Tasmansee entfernt. Der See erstreckt sich über eine Länge von rund 1,44 km in Ost-West-Richtung und verfügt über eine maximale Breite von rund 435 m. Dabei deckt der See eine Fläche von rund 41,2 Hektar ab und besitzt einen Umfang von rund 3,85 km. Die Seehöhe kann ungefähr mit 10 m über Meereshöhe angenommen werden. Zuflüsse zu dem See sind nicht erkennbar. Ein rund 230 m langer Abfluss befindet sich aber am südwestlichen Ende des Sees und stellt darüber eine Verbindung zur Ōkārito Lagoon her.